# Shotwell
Shotwell は GNOME デスクトップ環境のための写真管理ツール。Fedora 13 や Ubuntu 10.10 など、いくつかの GNOME を利用した Linux ディストリビューションで、F-Spot の代わりの標準画像管理ツールになった。

## 機能
Shotwell は写真や動画をデジタルカメラから直接取り込める。Shotwell は自動的に写真や動画を日付に基づいてグルーピングし、タグもサポートしている。回転、切り取り、赤目除去、カラーバランス調整などの画像編集機能がある。画像の適正レベルを推測する、自動「拡張」機能もある。 Shotwell は画像や動画を Facebook, Flickr, Picasa, Piwigo, YouTube に投稿する機能がある。

## 技術情報
Shotwell は Vala で書かれている。F-Spot や gThumb などの他の写真管理ツール同様、gPhoto を使い写真をインポートする。

## 参照
1. ↑  4.1.7. Shotwell replaces Gthumb and F-Spot as default photo organizer, 4. Changes in Fedora for Desktop Users, Fedora Documentation
2. ↑  Shotwell connector for Piwigo